# Distretto di Samfya
Il distretto di Samfya è un distretto dello Zambia, parte della Provincia di Luapula.
Il distretto comprende 22 ward:
- Chifunabuli
- Chimana
- Chinkutila
- Chishi
- Isamba
- Kafumbo
- Kapamba
- Kapata
- Kapilibila
- Kasaba
- Kasansa
- Kasongele
- Katanshya
- Lumamya
- Lunga
- Mano
- Masonde
- Mbambala
- Musaba
- Ncheta
- Nkutila
- Nsalushi